# Takumi Kitamura
Takumi Kitamura, född 3 november 1997 i Tokyo, är en japansk skådespelare och musiker.
Kitamura har bland annat medverkat i TV-serien Yu Yu Hakusho. Han har även medverkat i filmerna Houtei Yugi och Tokyo Revengers 2.

## Filmografi (i urval)
- 2023 – Tokyo Revengers 2
- 2023 – Houtei Yugi
- 2023 – Yu Yu Hakusho (TV-serie)